# ジェイコブ・バルガス
ジェイコブ・バルガス（Jacob Vargas、1971年8月18日 - ）は、メキシコの俳優。

## 出演作品
- 史上最悪の学園生活（アニメの声）
- アーネスト キャンプに行く!（ブッチ・”バッバ”・ヴァーガス）
- デビル（ラミレス）
- ミディアム7　最終章
- ＣＳＩ：マイアミ9
- バーン・ノーティス　元スパイの逆襲 シーズン3
- コールドケース7 ザ・ファイナル
- チェイス・ヴァニッシャー
- マインド・シューター
- デス・レース（ガナー）
- ボクらのママに近づくな！2
- ボビーZ
- ヒルズ・ハブ・アイズ2（クランク）
- ボビー（ミゲル）
- ＮＵＭＢ３ＲＳ　ナンバーズ　～天才数学者の事件ファイル シーズン2
- ジャーヘッド
- ＣＳＩ：ニューヨーク
- フライト・オブ・フェニックス（サミー）
- コーリング
- シックス・フィート・アンダー シーズン1
- ドクター・ドリトル2（カメレオンのペピート）声の出演
- トラフィック
- ハイロー・カントリー
- セレナ
- ロミーとミッシェルの場合
- ＥＲ II　緊急救命室 第2シーズン
- 犯罪捜査官ネイビーファイル シーズン1
- 天国は、ほんとうにある
- スカイライン -奪還-
- パブリック 図書館の奇跡
- Mr.イグレシアス Mr. Iglesias (2019年-)